# Pavel Haas

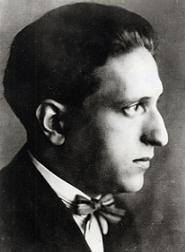
Pavel Haas

Pavel Haas (Brno, 21 juni 1899 – Auschwitz, 17 oktober 1944) was een Tsjechische componist die tijdens de Holocaust is vermoord in het door de Duitse nationaalsocialisten opgerichte vernietigingskamp Auschwitz. Hij is vooral bekend om zijn liederen en strijkkwartetten. Zijn stijl kenmerkt zich door invloeden van volksmuziek en jazz.

## Biografie
Haas werd geboren in de Tsjechië stad Brno, waar hij tot zijn deportatie naar het concentratiekamp Theresienstadt heeft gewoond. Hij studeerde compositie van 1919 tot 1921 bij Jan Kunc en Vilém Petrželka. Hierna volgde hij een tweejarige masterclass bij de componist Leoš Janáček. Naast zijn werk als componist gaf hij ook compositielessen. In 1935 trouwde hij met Soňa Jakobson, met wie hij een dochter kreeg. In de Tweede Wereldoorlog werd Haas gedeporteerd naar Theresienstadt. In oktober 1944 werd hij overgebracht naar het vernietigingskamp Auschwitz, waar hij vrijwel meteen na aankomst werd vermoord door middel van een (groeps)vergassing.

## Muziek
Hoewel een gevolgde masterclass bij componist Leoš Janáček van grote invloed is geweest op het werk van Haas, heeft hij een zeer persoonlijke stijl ontwikkeld. Zijn muziek kenmerkt zich door invloeden uit de jazzmuziek en de Tsjechische volksmuziek. Hij schreef onder andere symfonieën, koormuziek, liederen, kamermuziek en filmmuziek voor drie films. Verder schreef hij muziek voor het theater en componeerde hij de opera Šarlatán (De Charlatan).
In 1941 werd hij gedeporteerd naar het concentratiekamp Theresienstadt. Daar schreef hij nog acht werken, waaronder de Vier Liederen op Chinese Gedichten en de Studie voor Strijkorkest.

## Werken
Principal publishers: Bote & Bock / Tempo / Boosey & Hawkes / Sádlo
| Opus | Jaar      | Tsjechische titel | Nederlandse vertaling | Opmerkingen                                                         |
| ---- | --------- | --- | --- | ------------------------------------------------------------------- |
| 1    | 1918–1919 | Šest písní v lidovém tónu | Zes Liederen in Volksmuziekstijl                                                                                                   | voor sopraan en piano; georkestreerd in 1938                        |
| 2    | 1919–1920 | Tři písně | Drie Liederen | voor sopraan en piano; tekst van Josef Svatopluk Machar             |
| 3    | 1920      | Smyčcový kvartet č.1 | Strijkkwartet Nr.1 in c klein |                                                                     |
| 4    | 1919      | Čínské písně | Chinese Liederen | voor alt en piano; tekst van Kao Shi, Tsui Hao en Thu Fu            |
| 5    | 1921      | Zesmutnělé scherzo | Scherzo Triste (droevig) | voor orkest                                                         |
| 6    | 1923      | „Fata morgana“ Klavírní kvintet se sólovým zpěvákem tenorového hlasu                                                          | "Fata morgana" | voor piano kwintet met solo tenor; tekst van Rabindranath Tagore    |
| 7    | 1925      | Smyčcový kvartet č.2 „Z opičích hor“                                                                                          | Strijkkwartet Nr. 2 "Van de Apenbergen"                                                                                            |                                                                     |
| 8    | 1927      | Vyvolená | De Uitverkorene | voor tenor, fluit, hoorn, viool en piano; gedichten van Jiří Wolker |
| 9    | 1928–1929 | Karneval | Carnaval | voor mannenkoor; tekst van Dalibor Chalupa                          |
| 10   | 1929      | Dechový kvintet | Blaaskwintet |                                                                     |
| 11   | 1931      | Předehra pro rozhlas | Ouverture voor Radio | voor orkest                                                         |
| 12   | 1932      | Žalm 29 | Psalm 29 | voor bariton, vrouwenkoor, kamerorkest en orgel                     |
| –    | 1933      | Život je pes | Het Leven is een Hond | muziek voor de gelijknamige film                                    |
| –    | 1934      | Mazlíček | Het Kleine Huisdier | muziek voor de gelijknamige film                                    |
| 13   | 1935      | Suita pro klavír | Suite voor Piano |                                                                     |
| 14   | 1936      | Šarlatán | De Charlatan | opera in 3 akten; libretto van de componist                         |
| –    | 1937      | Kvočna | Moeder de Hen | muziek voor de gelijknamige film                                    |
| –    | 1937      | Allegro moderato | Allegro moderato | voor piano                                                          |
| 15   | 1937–1938 | Smyčcový kvartet č.3 | Strijkkwartet Nr. 3 |                                                                     |
| 16   |           | | |                                                                     |
| 17   | 1939      | Suita pro hoboj a klavír | Suite voor Hobo en Piano |                                                                     |
| 18   | 1940      | Sedm písní v lidovém tónu | 7 Liederen in Volksmuziekstijl | voor hoge stem en piano; tekst van František Čelakovský             |
| –    | 1940–1941 | Symfonie | Symfonie | voor orkest; onvoltooid; orkestratie voltooid door Zdeněk Zouhar    |
| –    | 1942      | Al s'fod | Treur Niet | voor mannenkoor; tekst van David Shimoni                            |
| –    | 1943      | Studie pro smyčcový orchestr                                                                                                  | Studie voor Strijkorkest |                                                                     |
| –    | 1944      | Čtyři písně na slova čínské poezie 1. Zaslech jsem divoké husy 2. V bambusovém háji 3. Daleko měsíc je domova 4. Probděná noc | 4 Liederen op Chinese Gedichten 1. Ik Hoorde de Wilde Ganzen 2. In het Bamboebos 3. De Maan is Ver van Huis 4. Een Slapeloze Nacht | gedichten van Wei Jing-wu, Wang-wei, Tchang Tiou-ling en Han I      |